# Urban Symphony
Urban Symphony è un gruppo musicale estone.

## Storia
Il gruppo venne formato nel 2007 quando Sandra Nurmsalu, cantante e violinista, una partecipante del talent show estone Kaks Takti Ette si trovò nella necessità di doversi esibire con un gruppo per poter partecipare a una delle fasi del concorso. Ella contattò quindi le violoncelliste Johanna Mängel e Mari Möldre, nonché la violista Mann Helstein, creando così il gruppo che si sarebbe successivamente chiamato "Urban Symphony" (che in lingua inglese significa sinfonia urbana), che si è posto come obiettivo il perseguire con la musica la bellezza intesa nel suo significato più puro, colpendo l'ascoltatore con atmosfere semplici e sognanti.

### Formazione attuale
- Sandra Nurmsalu (voce e violino)
- Johanna Mängel (violoncello)
- Mari Möldre (violoncello)
- Mann Helstein (viola)

## La partecipazione all'Eurovision del 2009
La band partecipò nel marzo del 2009 all'Eurolaul (la competizione estone che decide quale sarà la canzone che rappresenterà l'Estonia all'Eurovision Song Contest) vincendolo e guadagnandosi quindi il diritto di partecipare all'Eurovision 2009 con la canzone Rändajad ("Nomadi"), scritta da Sven Lõhmus.
Con 129 punti, la canzone si piazzò al 6º posto nella finale. Per la partecipazione all'Eurofestival, il gruppo si avvalse della collaborazione delle coriste Marilin Kongo e Mirjam Mesak.